# Fronte della Prudenza e dello Sviluppo
Il Fronte della Prudenza e dello Sviluppo (in iraniano: جبهه تدبیر و توسعه ایران اسلامی; in inglese: Front of Prudence and Development) è una coalizione politica iraniana. È stato fondato nel 2014. 
Formato in vista della campagna elettorale di Hassan Rouhani alle Elezioni presidenziali in Iran del 2013, non si è però alleato con la Coalizione Pervasiva dei Riformisti (che includeva il partito guidato dal futuro presidente, il Partito della Moderazione e dello Sviluppo). Inizialmente intendevano allearsi con il Fronte dei Riformisti.